# Tablares
Tablares es una localidad del municipio de Congosto de Valdavia, en la comarca de la Valdavia, Provincia de Palencia, comunidad autónoma de Castilla y León, España. Se trata de una finca dividida en dos partes, una mitad perteneciente a la familia heredera y la otra propiedad de la Diputación de Palencia. En ella la institución provincial está llevando a cabo y cuenta con explotaciones ganaderas en las que está desarrollando lechazo churro, también de tipo ecológico. Ubicada a los pies de la ruta Jacobea que unía San Vicente de la Barquera con Carrión de los Condes a través del Camino Real de la Valdavia.

## Geografía
En la comarca de Vega-Valdavia, bañada por el río Valdavia que recibe el arroyo de La Nave. 

## Comunicaciones
Acceso por la carretera provincial PP-2353 que tiene su inicio en P.K. 18 de la autonómica P-225, entre las localidades de Congosto, 3 km al sur y La Puebla, 2 km al norte.

## Demografía
Tablares ha perdido su entidad y figura en el cajón de sastre de poblamiento diseminado.

## Historia
Cuando en el año 29 a. de Cristo comienzan las llamadas guerras cántabras la legión que dirige César Augusto pasa por la zona de la Valdavia camino de Bucca de Arduum (Guardo) y Fontes Tamáricas (Velilla del Río Carrión) . Si nos guiamos por la toponimia la presencia romana tuvo que ser importante. Congosto (Coangustun) fue probablemente un campamento auxiliar o base de operaciones de la legión Romana. Cornoncillo que significa almacén o despensa del ejército. Tablares que procede de Tabellaris y significa mensajero o correo. Fontecha (Fontecta) que significa fuente con techo o techada. La palabra Villa Villanueva significa casa de campo y bien pudiera haber sido la casa de algún alto cargo del ejército mientras duró la contienda.
Tablares era una de las dehesas donde los carreteros de Hontoria del Pinar dejaban hibernando sus bueyes.
A la caída del Antiguo Régimen la localidad se constituye en municipio constitucional que en el censo de 1842 contaba con 2 hogares y 10 vecinos, para posteriormente integrarse en Congosto de Valdavia.

## Patrimonio
- Iglesia de la Transfiguración: Templo románico situado en una granja de Congosto de Valdavia, cuyo hastial procede de la ermita de Tablares y que fue colocada aquí en el siglo XVIII. La portada tiene cinco sencillas arquivoltas de boceles y escocias, de trazado ojival, que son sostenidas por cuatro pares de columnas con capiteles vegetales.[4] Esta fachada del siglo XII es primorosa y original. La remata un campanario románico de dos cuerpos y tres huecos de campanas que están afirmados por pináculos del siglo XVIII.[5]

## Dehesa
La Diputación Provincial en su finca Dehesa de Tablares ultima ensayos de cultivos ecológicos, así como la obtención de sus primeros lechazos con certificado ecológico. Junto a estos destacados usos, la finca esconde bellos y extensos parajes naturales, los cuales se trata de reconvertir, a través de fondos europeos (Leader), junto con algunas naves ganaderas sin uso, para la acogida de excursiones o campamentos y, al mismo tiempo, poder generar empleo.